# Pierre Marcel Lemoigne
Pierre Marcel Lemoigne (Argentan, 10 aprile 1898 – Montrouge, 20 marzo 1985) è stato un ingegnere e aviatore francese, considerato dopo la seconda guerra mondiale l'inventore del paracadute ascensionale.

## Biografia
Nacque ad Argentan (Orne) il 10 aprile 1898, figlio di Oscar e di Suzanne Fleury. Prima dello scoppio della prima guerra mondiale correva come ciclista, e dopo lo scoppio delle ostilità, all'età di diciassette anno, si arruolò volontario nell'Armée de terre il 2 febbraio 1916, assegnato al 121ème Régiment d'Artillerie Lourde (Reggimento artiglieria pesante). Il 30 novembre 1917 passò in forza all'Aéronautique Militaire in qualità di allievo pilota. Conseguì il suo brevetto di pilota nº 12469 il 23 marzo 1918, e partì per il Centre d’instruction pour l'aviation de combat et de bombardement (CIACB) di Romilly-sur-Seine l'8 agosto 1918, ma non entrò mai in combattimento sul fronte occidentale prima della firma dell'armistizio dell'11 novembre 1918. Fu assegnato al Centre d'Essais de Matériels Aériens (CEMA) di Villacoublay tre mesi dopo la vittoria, il 3 febbraio 1919.
Dopo aver lasciato l'esercito, fu per breve tempo pilota presso l'Aéropostale nel periodo 1923/1924. Qui lavorò insieme ad altri piloti che sarebbero diventati molto famosi: Antoine de Saint-Exupéry, Jean Mermoz, Henri Guillaumet, Didier Daurat e molti altri. Negli anni trenta del XX secolo lavorò come pilota collaudatore presso alcune aziende aeronautiche. Nel 1930, mentre lavorava per la Gourdou-Leseurre, conquistò il record mondiale di altitudine (11.000 m) volando a bordo di un LGL-32. Partecipò a raduni aerei nell'Algeria francese, come quello del 3 maggio 1931 a Sidi Bel Abbès, e quello del 10 maggio 1931 a Oran-La Sénia, dove incontrò i piloti acrobatici Michel Détroyat e Louis Rouland o quella del 24 maggio 1931 a Noisy-les-Bains, vicino a Mostaganem. Nel 1935 volò sul velivolo ad ala telescopica Gnome et Rhône 14K da 1.000 hp progettato dall'ingegnere russo Yvan Makhonine.
Dopo la seconda guerra mondiale lavorò per la Société nationale de constructions aéronautiques du Centre (SNCAC), dove contribuì allo sviluppo del prototipo SNCAC NC.1080. È considerato l'inventore del paracadute ascensionale, le cui prestazioni aerodinamiche avrebbero rivoluzionato il paracadutismo sportivo.
Prodotto dall'azienda francese SEDPA di Bergerac (Dordogna), il paracadute Lemoigne 679 A, venne presentato, in anteprima mondiale, sul sito di La Ferté-Alais nel luglio 1960 dal paracadutista collaudatore Michel Tournier. I test di omologazione di questo paracadute si svolsero nell'agosto del 1960, presso il centro prove di volo di Brétigny-sur-Orge e fu presentato ufficialmente, nel novembre dello stesso anno, all'allora Ministro dello Sport, Maurice Herzog.
Si spense a Montrouge (Hauts-de-Seine) il 20 marzo 1985.